# Ana Tijoux

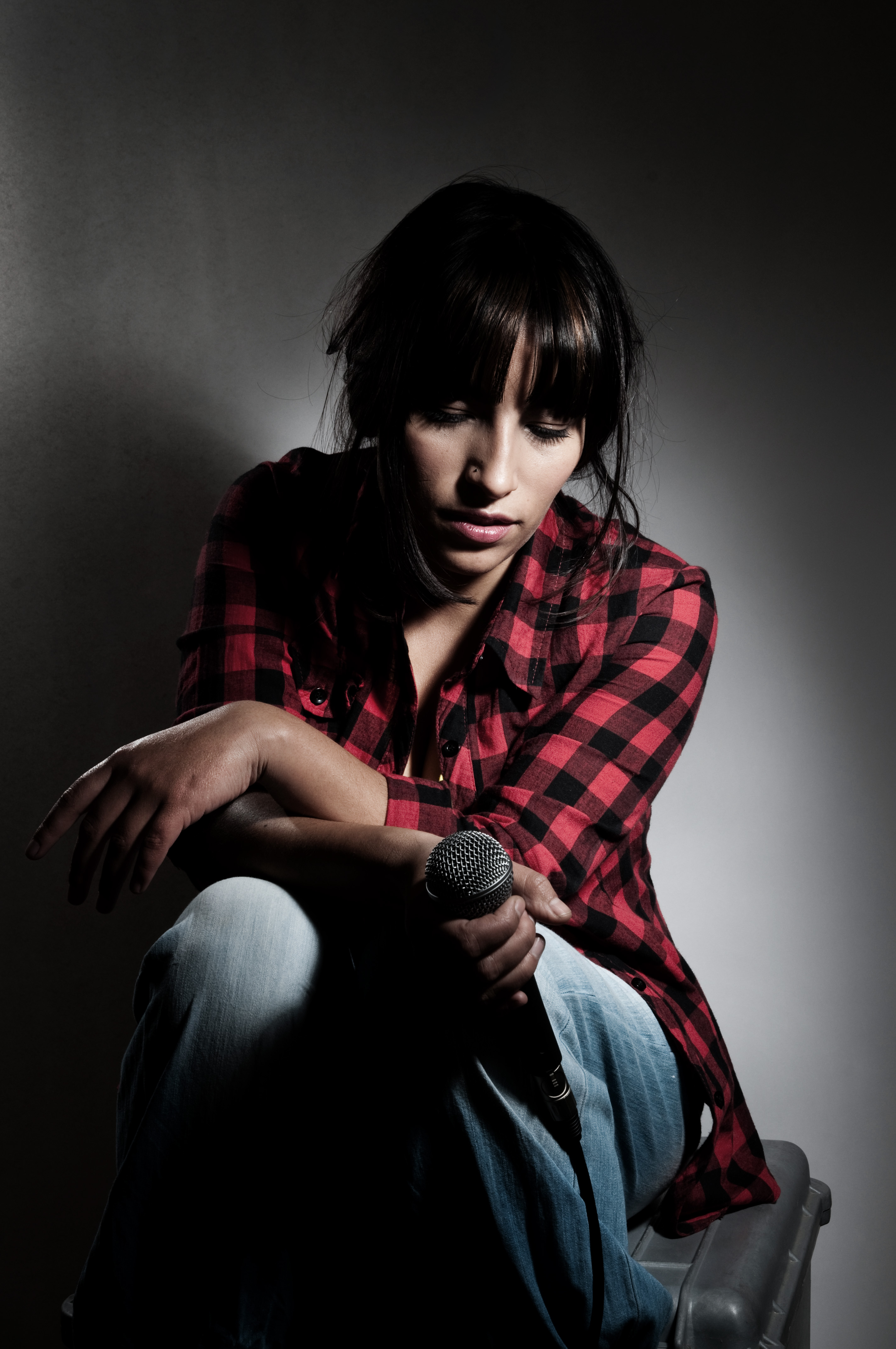
Ana Tijoux (2009)

Anamaría Merino Tijoux (* 12. Juni 1977 in Lille, Frankreich), besser bekannt unter ihrem Künstlernamen Ana Tijoux oder Anita Tijoux (französische Aussprache: [ti'ʒu]), ist eine französisch-chilenische Rap-Sängerin. Bekannt wurde sie in Lateinamerika als MC der Hip-Hop-Band Makiza Ende der 1990er Jahre. 2006 eroberte sie mit Eres para mí den Latino-Pop in einer Kooperation mit der Mexikanerin Julieta Venegas. Tijoux wird oft gelobt für die "Ergründung sensibler, gewaltfreier Themen". Breite Anerkennung wurde ihr mit ihrem zweiten Soloalbum 1977 zuteil.

## Biografie
Anamaría Merino Tijoux wurde am 12. Juni 1977 in der französischen Stadt Lille als Tochter der Soziologin María Emilia Tijoux und Roberto Merino Jorquera geboren. Ihre chilenischen Eltern waren vor der Militärdiktatur unter Augusto Pinochet ins Exil nach Frankreich geflüchtet. 1982 zog die Familie nach Paris. Erst 1983 lernte sie Chile durch einen Familienbesuch bei ihren Großeltern kennen.
1988 stieg sie als Tänzerin in den Hip-Hop ein. Nach Wiederherstellung der Demokratie in Chile kehrte die Familie wieder ins Land zurück und ließ sich 1993 endgültig dort nieder. Zwei Jahre später fand Ana Tijoux über eine Rappergruppe in der Gemeinde Macul, Santiago Anschluss an die lokalen Szene und gründete mit Zaturno ihre erste Band Los Gemelos. Im Jahr 1997 stieg ihre Bekanntheit durch das Feature La Medicina mit der Gruppe Los Tetas, ihre erste professionelle Studioaufnahme.

### Makiza

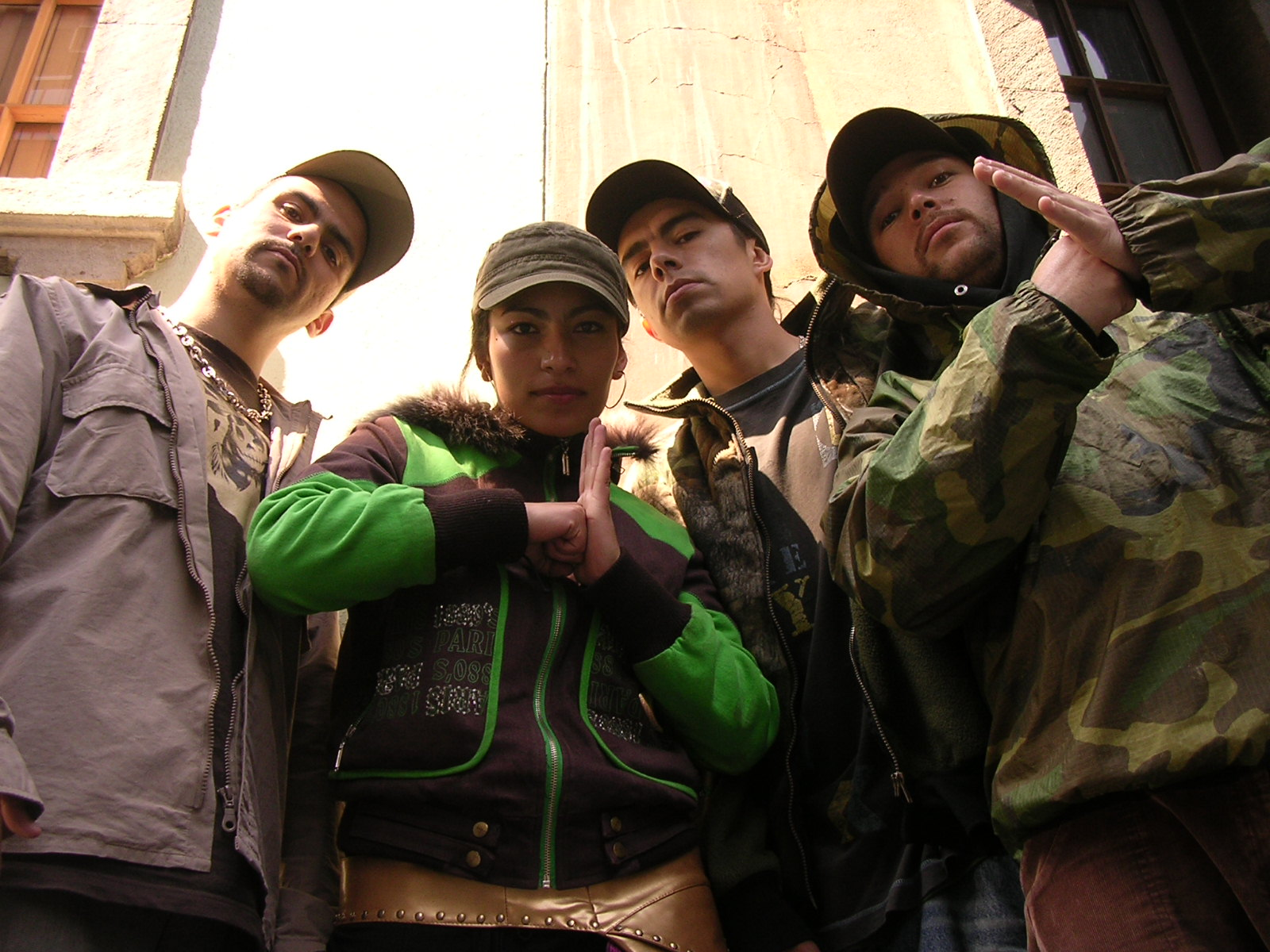
Makiza mit Anita Tijoux (2005)

1997 wurde sie Teil der chilenischen Rap-Band Makiza, die in diesem Jahr in der chilenischen Musikszene debütierte. Im folgenden Jahr veröffentlichte die Band mit großem Erfolg ihr erstes Album, Vida salvaje. 1999 folgte das Album Aerolíneas Makiza, das Tabu-Themen wie das Leben im Exil oder Teenager-Elternschaft anspricht.
Im Jahr 2000 beteiligte sich Makiza am Cover Somos tontos, no pesados von Los Tres, dem letzten gemeinsamen Album der Band. Im selben Jahr trennte sich die Gruppe Makizas, weil deren Mitglieder individuelle Projekte verfolgen wollten. So entstand Anitas Zusammenarbeit mit der Band Santo Barrio in Songs wie La persecución und La bienvenida im Jahr 2001. Im Jahr 2001 übersiedelte sie wieder nach Frankreich, dort nahm sie ihren ersten Solo-Song Santiago Penando Estás auf, der als Teil des Violeta Parra gewidmeten Tributealbums Después de vivir un siglo in Frankreich und Chile veröffentlicht wurde.
Im Jahr 2003 kehrte sie nach Chile zurück und nahm an verschiedenen Musikprojekten teil, zum Beispiel der Band Alüzinati. Gemeinsam mit der mexikanischen Sängerin Julieta Venegas nahm sie das Stück Lo que tú me das für den Soundtrack der Filmadaption von Sub terra von Baldomero Lillo auf.
Sie kehrte 2004 zu Makiza zurück und remasterte gemeinsam mit ihren Bandkollegen das erste Makiza-Album Vida Salvaje. Das dritte und letzte Makiza-Album Casino Royale erschien 2005. Außerdem lieh sie in der Animationsserie Pulentos des chilenischen Senders Canal 13 der Sängerin Mea ihre Stimme als Synchronsprecherin. Nach persönlichen Differenzen ließ sie 2006 Makiza definitiv hinter sich und verfolgte ihre Solokarriere weiter.

### Solokarriere

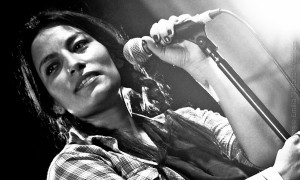
Tijoux 2013

Im November 2006 wurde Ana Tijouxs erste Single Ya no fue, produziert von Erasmo Parra und Camilo Salinas, fertig und sie absolvierte ihren ersten Liveauftritt als Solokünstlerin. Wegen Problemen mit dem für das Release verantwortliche Label La Oreja wurde der Song nicht auf den Markt gebracht. Im selben Jahr arbeitete Ana wieder mit Julieta Venegas zusammen, mit der sie den Song Eres para mí aufnahm, Teil des Albums Limón y sal.
Ana Tijoux' erstes Soloalbum Kaos mit dem Gitarristen Cristóbal Pérez (Pera Prezz) und produziert von Nicolas Carrasco (Foex), kam 2007 beim Label Oveja Negra auf den Markt, unter anderem mit der ersten Single Despabílate!. Auf dem Album vermischt sie Funk, Soul und andere Rhythmen, performt traurige, fröhliche, dynamische und melodische Lieder und zeigt ein breites Spektrum an Emotionen.
Im Juni 2009 absolvierte sie ihre erste Tour nach Mexiko, wo sie am 28.6. am Festival Vive Latino auftrat und außerdem mehrere Auftritte in Mexiko-Stadt absolvierte.
Am Album 1977 aus dem Jahr 2010 demonstriert Ana Tijoux ihr Können mit anspruchsvollen Rhythmen und Texten und jazzigem Gesang. Das nach ihrem Geburtsjahr benannte Album zeichnet ein Bild ihrer Kindheit in Frankreich und zollt dem chilenischen Hip-Hop Tribut, der sie Anfang der 1990er inspirierte. Im selben Jahr empfahl Thom Yorke, Sänger von Radiohead, seinen Followern den Song 1977 und steigerte damit Tijouxs Popularität in Europa. Darüber hinaus war das Stück in einer Szene der Serie Breaking Bad zu hören (in der fünften Folge der vierten Staffel) und im Computerspiel FIFA 2011. Es folgen Tourneen durch die USA und die Nominierung für einen Grammy. MTV Iggy setzte sie 2011 an die Spitze einer Liste der zwölf besten neuen weiblichen MCs weltweit und hob das Album 1977 hervor.
Auf dem Album La bala, erschienen 2011 bei Oveja Negra, lotet Anita Tijoux die Grenzen ihres Stils aus und nähert sich ihren Hip-Hop Bezüge auf neue Art. Im selben Jahr 2011 spielt sie an der Seite von MC Lagarto diverse Toccatas in Schulen im Rahmen der chilenischen Schüler- und Studentenproteste.
Im März 2014 erscheint ihr viertes Soloalbum, Vengo, musikalisch produziert von Andrés Celis, in dem sie verschiedene Rhythmen und Kulturen vermischt. Die Künstlerin präsentiert darin eine Soundsammlung von 17 Liedern, stilistisch von Tinku bis zu einem stark politisch engagierten Hip-Hop. Thematisch widmet sie sich politischen Manifesten, Kontingenzthemen sowie sozialen und kulturellen Problemen. Das Album startet mit dem namensgebenden Track Vengo, gefolgt von Somos Sur an der Seite von Shadia Mansour, dem feministischen Antipatriarca – produziert von Cristóbal Pérez (Pera Prezz), in dem sie für Freiheit, Autonomie und Rechte der Frauen einsteht, und zum Anzeigen von Gewalt gegen Frauen aufruft. Es folgt Somos Todos Erroristas, nach früheren Kooperationen wieder mit Beiträgen von Hordatoj. Der Song Creo en Ti, ko-produziert vom Gitarristen Cristóbal Pérez, featuret Juanito Ayala. Mit diesem Album erregt Ana Tijoux die Aufmerksamkeit von Iggy Pop, der den Song Somos Sur in seine BBC Radioprogramm-Playlist aufnimmt und mit den Worten „dieses Mädchen hat Eier“ kommentiert, oder auch des japanischen Komponisten und Aktivisten Ryuichi Sakamoto, der auf Facebook die Songs Antipatriarca und No al TPP (2013) teilt.
Mit einer größeren Anzahl an internationalen Touren etabliert sie sich 2015 als chilenische Künstlerin der Stunde, die Auftritte in Lateinamerika, Europa und Nordamerika verbuchen kann und auf globaler und nationaler Ebene bekannt ist. In Chile wird sie beim Publikums-Musikpreis Premios Pulsar in vier Kategorien ausgezeichnet: "bester urbaner Musikkünstler", "Lied des Jahres" (Vengo), "Album des Jahres" (Vengo) und "Künstler des Jahres". Die Zeitschrift Rolling Stone erklärt sie bereits im März 2014 zur "besten spanischsprachigen Rapperin" und die New York Times nannte sie "die lateinamerikanische Antwort auf Lauryn Hill". Newsweek nennt Tijoux im selben Jahr "die vermutlich bekannteste lateinamerikanische Rapperin der internationalen Szene".
Im Jahr 2019 schreibt sie mit No Estamos Solas die Titelmusik zur chilenischen Drama-Serie Die Meute (La jauría).

### Frauenrechte
In ihrem musikalischen Werk und auch in öffentlichen Aussagen engagiert sich Ana Tijoux in der Verteidigung von Frauenrechten und klagt Gewalt gegen Frauen und fehlende Gleichstellung an, zum Beispiel die Ungleichstellung von Künstlerinnen in der Filmwelt oder von Sängerinnen im Musikbusiness.
„An jedem Ort, den wir besuchen, in jeder Pressenachricht, die wir sehen, bemerken wir, dass sich die Gewalt gegen Frauen wiederholt, vervielfacht und komplett normalisiert [...] Im Grunde fragen sie dich, bei wem du deine Kinder lässt, wenn du auf Tour gehst, und oft sind es Journalistinnen, die das fragen, und dann frage ich mich: ‚Wann, Mädchen, werden sie das die Väter fragen, die ihre Kinder zurücklassen, um auf Tour zu gehen?‘”
„Wir müssen jung sein, wir müssen attraktiv sein, wir müssen intelligent sein, aber bitte nicht viel reden, und schön singen und möglichst gut aussehen auf der Bühne [...] als Musikerin stellt man sich Fragen und sagt: ‚Mädchen, was kann ich hier bewegen?‘, denn auch wenn am Ende einer sagt, man denke kritisch, ist man trotzdem tagtäglich damit konfrontiert.”
Das Album Vengo von 2014 enthält den Song "Antipatriarca" ('gegen das Patriarchat'), dessen Musikvideo 2015 Premiere feierte,. Darin fordert Tijoux die Autonomie der Frauen, damit diese ihre eigenen Entscheidungen treffen können und verurteilt Gewalt an Frauen.

## Preise und Anerkennung
Ana Tijoux wurde für Dutzende verschiedener Preise nominiert, zum Beispiel die Premios MTV Lateinamerika, 40 Principales in der Kategorie beste chilenische Künstlerin, Indie Music Awards. Sie ist Gewinnerin des Premios Altazor 2012 mit dem Stück Sacar la voz feat. Jorge Drexler in der Kategorie bester urbaner Song.
Sie wird als eine der besten lateinamerikanischen MCs gehandelt und wurde für die MTV Video Music Awards Lateinamerika in den Wertungen Beste neue Künstlerin und Beste urbane Künstlerin nominiert und war die zweite chilenische Künstlerin, welche für den US-Grammy in 4 Kategorien nominiert wurde: 2011 mit dem Album 1977 nominiert für bestes latin/urban/alternativ Rockalbum, selbiges 2013 mit La Bala und 2015 mit Vengo. Ebenso erhielt sie Nominierung in den Latin Grammys mit La Bala als Bestes Urban-Album (2012) und mit Sacar la voz (2013).
2014 gewann sie den Latin Grammy Song des Jahres mit Universos Paralelos gemeinsam mit Jorge Drexler und im selben Jahr nominierte man sie mit Vengo als Bester Urban-Song.

## Diskografie

### Alben
- 2007: Kaos
- 2009: 1977 (US: )[12]
- 2011: La bala
- 2014: Vengo
- 2020: Antifa Dance[13]

### Singles
- 2007: Despabílate
- 2008: Gol
- 2008: A veces
- 2010: 1977 (US: )
- 2010: Partir de cero
- 2010: Crisis de un MC
- 2011: Shock
- 2012: Sacar la voz
- 2014: Vengo
- 2014: Somos sur
- 2014: Los peces gordos no pueden volar
- 2014: Todo lo sólido se desvanece en el aire
- 2016: Calaveritas